# Лаоска писменост
Лаоската писменост е използваната писменост за лаоския език. По вид се класифицира като абугида и е сродна на тайската писменост.

## История и разпространение
Историята на лаоската писменост започва през 14 век след обединението на отделните лаоски княжества в една държава, чийто владетели поръчали на лаоските учени да създадат писменост за нуждите на новата администрация. Учените, на които била възложена задачата, най-вероятно са базирали новата писменост на кхмерската такава, която от своя страна е била силно повлияна от древноиндийското брахми. Писмеността окончателно се установява като единствен начин за изписване на лаоския език през 16 век.
Понастоящем лаоската писменост се използва за изписване на лаоския език, както и някои малцинствени езици на територията на Лаос.

## Особености
Лаоската писменост се причислява към разновидността абугида, т.е. буквите обозначават съгласните звукове, а гласните се отбелязват чрез диакритики под, над или отстрани на буквата. Често за един и същи звук от лаоския език в писмеността има няколко различни букви – причината е, че откакто е била създадена писмеността, езикът се е променил и някои от звуковете са отпаднали. Понеже лаоският език е тонален, писмеността използва сложна система за определяне на тона на сричката, зависещ от буквата, дали сричката е отворена, или затворена, дължината на гласната и някои допълнителни диакритики.
Посоката на писане е като на български – от ляво надясно, с редовете от горе надолу. Разграничение между думите не се прави, като вместо това интервалът се използва за отделяне на изречения (като точката в български). Лаоската писменост също така има и собствени означания за цифрите.

## Компютърна поддръжка
Буквите, пунктуационните знаци и цифрите от лаоската писменост се намират в уникод интервала от U+0E80 до U+0EFF.